# Saison 10 des Griffin
Chronologie
Saison 9 Saison 11
La dixième saison de la série d'animation Les Griffin (Family Guy) composée de vingt-trois épisodes est initialement diffusée aux États-Unis du 25 septembre 2011 au 20 mai 2012 sur le réseau Fox et en simultané sur le réseau Global au Canada. En France elle a été disponible en français sur Netflix du 1er janvier 2015 au 1er janvier 2018.

## Développement
Pendant cette saison, Peter devient ami avec Ryan Reynolds, les Griffin gagnent à la loterie, Meg tombe amoureux d'un garçon avec lequel Peter entre en conflit permanent avec sa famille, Stewie conduit et détruit accidentellement la voiture de Brian, Meg sort avec Quagmire pour son dix-huitième anniversaire, Chris sort avec une fille qui ressemble à Lois (doublée dans la version originale par Elliot Page), Quagmire demande à Peter et Joe de l'aider à tuer le petit copain abusif (doublé dans la version originale par Ralph Garman) et violent de sa sœur (doublée dans la version originale par Kaitlin Olson), Peter se lie d'amitié avec un dauphin (doublé par Ricky Gervais), Kevin Swanson (doublé par Scott Grimes) qui retourne d'une manière surprenante à Quahog lors de la journée de Thanksgiving, Lois kidnappe l'ami malade de Stewie, Brian sort avec une fille aveugle qui déteste les chiens, James Woods fait son retour, et Brian et Stewie reviennent dans le passé pour revenir au moment de l'épisode pilote, Pour qui sonne le gras (Death Has a Shadow).
Le DVD zone 1 de la saison est initialement commercialisé en Amérique du Nord le 24 septembre 2013 ; le DVD zone 2 le 4 novembre 2013, et le DVD zone 4 le 9 mai 2013.

## Épisodes
| No. série | No. saison | Titres (France et Québec)                                         | Titre original                             | Réalisation     | Scénario                                   | Date de diffusion (FOX) | Dates de diffusion MCM Télétoon | Code prod. | Audience |
| --- | ---------- | ----------------------------------------------------------------- | ------------------------------------------ | --------------- | ------------------------------------------ | ----------------------- | ------------------------------- | ---------- | -------- |
| 166 | 1          | L'argent rend fou La fièvre de la loterie                         | Lottery Fever                              | Greg Colton     | Andrew Goldberg                            | 25 septembre 2011       | 13 octobre 2015 Inconnue        | 9ACX01     | 7,69     |
| Peter et sa famille regardent le loto à la télévision quand Peter décide d'acheter tous les billets gagnants. Mais il se trompe et achète à la place des copies. Il réussit à empocher les bons billets et gagne la somme d'argent proposée. Peter se conduit comme un parvenu et tente de refaire l'éducation de ses enfants alors qu'il oblige dans le même temps Quagmire et Joe à faire des actions insensées en échange d'argent, ce qui les pousse à démissionner pendant que Lois craint que l'argent ne rende Stewie et Brian fous. Plus tard, au cours d'un repas, le serveur vient informer Peter que sa carte bleue est périmée et les Griffin se retrouvent à la rue. Ils gagnent à la loterie une seconde fois mais tout recommence pour eux. Stewie suggère qu'il est encore jeune et qu'on peut l'abandonner. Finalement, Peter part s'excuser auprès de Quagmire et de Joe qui lui donnent un chèque permettant à la famille de récupérer leur maison. |            |                                                                   |                                            |                 |                                            |                         |                                 |            |          |
| 167 | 2          | Ouragan Champignons magiques                                      | Seahorse Shell Party                       | Brian Iles      | Wellesley Wild                             | 2 octobre 2011          | 14 octobre 2015 Inconnue        | 8ACX20     | 6,99     |
| Un ouragan dévaste Quahog. Pour passer le temps et calmer ses nerfs, Brian consomme des champignons hallucinogènes et des substances toxiques qui le font délirer au point de se couper l'oreille comme Van Gogh mais Stewie décide de prendre soin de lui. Meg est énervée que sa famille lui accorde si peu d'attention et déclare ses quatre vérités à Chris, Lois et Peter qui part en pleurant s'enfermer dans le placard. Stewie panique car il pense qu'il sera le prochain sur la liste. Brian, revenu à son état normal, explique à Meg que sa place est d'être traitée comme une moins-que-rien et elle se réconcilie avec son frère et ses parents. |            |                                                                   |                                            |                 |                                            |                         |                                 |            |          |
| 168 | 3          | Une femme en Enfer: L'histoire de Brenda Q L'histoire de Brenda Q | Screams of Silence : The Story of Brenda Q | Dominic Bianchi | Alec Sulkin                                | 30 octobre 2011         | 15 octobre 2015 Inconnue        | 8ACX21     | 5,96     |
| Peter et Joe doivent partir pêcher en compagnie de Quagmire mais ils trouvent celui-ci à moitié inconscient à la suite d'un accident auto-érotique. Alors que Quagmire récupère à l'hôpital, il sollicite leur aide car sa sœur est battue par son mari. Peter et Joe acceptent de lui venir en aide, d'autant plus qu'ils détestent l'individu en question. Quagmire se fait ensuite étrangler par son beau-frère qui a tabassé Peter et Joe, ayant compris qu'il essayait de le filouter. Quagmire se défend et tue son beau-frère. |            |                                                                   |                                            |                 |                                            |                         |                                 |            |          |
| 169 | 4          | Stewie part en vadrouille Stewie au volant                        | Stewie Goes For a Drive                    | Julius Wu       | Gary Janetti                               | 6 novembre 2011         | 16 octobre 2015 Inconnue        | 9ACX02     | 5,82     |
| Stewie veut prouver qu'il est un grand garçon et vole la voiture de Brian pour faire une balade avec. Peter reçoit la visite de l'acteur Ryan Reynolds. Stewie abîme la voiture de Brian et lorsqu'il le découvre, il veut tout dire à Peter et Lois. Peter pense que Ryan Reynolds est attiré par lui lorsqu'il désire le rencontrer seul sans Lois mais cette dernière ne le croit pas. Stewie s'échappe et veut partir en avion très loin d'ici mais il échoue dans la zone et il trébuche, ce qui lui vaut d'être recueilli par Consuela. Cette dernière le prend pour son fils disparu et refuse de l'écouter. Brian vient le chercher, mais Consuela refuse de laisser partir Stewie qui s'empare d'une arme et lui tire dans le pied. Il promet à Brian de ne plus jamais recommencer en échange de quoi Brian accepte de garder le silence. Peter passe voir Ryan Reynolds qui lui déclare qu'il voulait simplement devenir son ami mais ne souhaite plus fréquenter une personne remplie de préjugés, ce qui rend Peter très malheureux.                                                                          |            |                                                                   |                                            |                 |                                            |                         |                                 |            |          |
| 170 | 5          | Retour vers le pilote                                             | Back to the Pilot                          | Dominic Bianchi | Mark Hentemann                             | 13 novembre 2011        | 19 octobre 2015 Inconnue        | 9ACX08     | 6,01     |
| Brian a perdu sa balle de tennis le jour de la diffusion du premier épisode. Stewie construit une machine à voyager dans le temps qui les envoie dans le passé. Quand ils reviennent à leur époque, les choses ont changé car Brian a parlé à son double des attentats du 11 septembre. Ceux-ci n'ont jamais eu lieu et George Bush Jr. a perdu les élections présidentielles avant de se retirer au Texas et de former une guerre civile qui Brian met au défi Stewie que son action a rendu le monde meilleur 5 ans plus tard. En voyageant 5 ans plus tard, ils se rendent compte que l'action de Brian a mené le pays à la ruine à la suite de la guerre civile de George Bush Jr.. Ils remontent encore le temps pour empêcher Brian de dévoiler le 9/11 à son original, mais sont confrontés à des doubles d'eux-mêmes ne cessant d'apparaître avec des effets secondaires (y compris Peter qui a cru qu'il s'agissait de la salle de bains) finalement un des Stewie oblige tous les autres à retourner dans leurs époques et il revient dans la sienne avec Brian, suivi peu après par Peter et ses copains ivres. |            |                                                                   |                                            |                 |                                            |                         |                                 |            |          |
| 171 | 6          | Thanksgiving L'action de grâce                                    | Thanksgiving                               | Jerry Langford  | Patrick Meighan                            | 20 novembre 2011        | 20 octobre 2015 Inconnue        | 9ACX04     | 6,02     |
| Pour Thanksgiving, Lois cuisine un repas géant et Joe et Bonnie sont choqués d'apprendre que leur fils Kevin déclaré mort au combat est toujours en vie. Il explique qu'il a feint sa disparition mais son père l'arrête pour désertion. Les autres le traitent de menteur. Brian l'interroge sur sa fuite et comprend que Kevin en a eu marre de la guerre et s'est lié d'amitié avec les Irakiens. Joe emprisonne son fils mais a un souvenir dans lequel il a laissé un sans-abri en liberté car il avait volé de la soupe pour nourrir sa famille. Alors que le dîner reprend, un sosie de Kevin entre dans la pièce mais Peter dit que l'histoire est finie. |            |                                                                   |                                            |                 |                                            |                         |                                 |            |          |
| 172 | 7          | Amour Amish L'Amish                                               | Amish Guy                                  | John Holmquist  | Mark Hentemann                             | 27 novembre 2011        | 21 octobre 2015 Inconnue        | 8ACX22     | 5,50     |
| Les Griffin se rendent dans un parc d'attraction où Peter est rejeté à cause de son poids. Incapable de maigrir, il se rend avec sa famille en Ohio où cette fois est capable d'accéder à une attraction mais il la casse. Après une panne de voiture sur le chemin du retour, les Griffin se réfugient dans une communauté amish et Meg tombe amoureuse d'un habitant au grand désespoir du père de ce dernier mais aussi à celui de Peter. Les Griffin sont bannis après que Peter ait voulu faire écouter du rock et les amish commencent à vandaliser leurs maisons. La guerre entre Peter et les amish fut déclarée et une bataille est amorcée. Finalement, le fils avoue à son père qu'il est amoureux de Meg mais qu'il préfère rester dans sa communauté. |            |                                                                   |                                            |                 |                                            |                         |                                 |            |          |
| 173 | 8          | Peter la main froide Peter le hors-la-loi                         | Cool Hand Peter                            | Brian Iles      | Artie Johann et Shawn Ries                 | 4 décembre 2011         | 22 octobre 2015 Inconnue        | 9ACX05     | 7,14     |
| Cleveland revient pour une semaine à Quahog et Peter part en randonnée avec ses potes en Louisiane. Un officier de police les jette en prison et ils réussissent à s'évader avant que le shérif ne soit démis de cette fonction tandis que les femmes collectionnent les objets pour les enfants et décident de déguiser Brian en abeille géante. |            |                                                                   |                                            |                 |                                            |                         |                                 |            |          |
| 174 | 9          | Rien que pour tes vieux Le vieux grincheux                        | Grumpy Old Man                             | John Holmquist  | Dave Ihlenfeld et David Wright             | 11 décembre 2011        | 23 octobre 2015 Inconnue        | 9ACX07     | 6,10     |
| Carter s'endort au volant alors qu'il emmène Babs et Stewie en balade. Lois réalise que son père devrait peut-être vivre quelque temps en maison spécialisée. Babs le soutient dans cette aventure. Au départ, tout se passe plutôt bien mais Carter refuse de s'installer en maison de retraite. Peter réussit à le convaincre en un jour. Six mois plus tard, Carter est devenu une vraie loque. Peter réussit à le remettre sur pieds en lui montrant son ancien travail. Par conséquent, Carter et Babs jurent de ne plus jamais retourner en maison de retraite et finalement Peter décide de laisser sa propre mère dans cet établissement. |            |                                                                   |                                            |                 |                                            |                         |                                 |            |          |
| 175 | 10         | Mon voisin le dragueur Quagmire et Meg                            | Quagmire & Meg                             | Joseph Lee      | Tom Devanney                               | 8 janvier 2012          | 26 octobre 2015 Inconnue        | 9ACX03     | 6,23     |
| Le jour de ses dix-huit ans, Meg réalise que personne n'est venue à sa surprise partie. Quand Lois demande à Chris pourquoi et ce qu'il a fait des trois cents dollars qu'elle lui a données, il rétorque qu'il a payé Peter pour qu'il vienne. Quagmire est le seul à se montrer et il commence ouvertement à flirter avec Meg, ce que celle-ci désapprouve. Cependant, elle change vite d'avis et quand Quagmire souhaite aller plus loin, Peter et Lois décident d'intervenir. |            |                                                                   |                                            |                 |                                            |                         |                                 |            |          |
| 176 | 11         | Au royaume des aveugles, les chiens sont rois L'amour est aveugle | The Blind Side                             | Bob Bowen       | Cherry Chevapravatdumrong                  | 15 janvier 2012         | 27 octobre 2015 Inconnue        | 9ACX06     | 8,31     |
| Stewie se blesse dans l'escalier. Lois achète un nouvel escalier qui ravit tout le monde sauf Peter qui veut vivre à l'étage jusqu'à ce que Lois accepte de restaurer le vieil escalier. Plus tard au travail, Peter apprend que son collègue handicapé mental Opie a été licencié pour s'être masturbé trop longtemps durant les heures de bureau. Il est remplacé par Stella, une jeune femme sourde que Quagmire trouve à son goût. Lors d'une nuit en faveur des femmes handicapées, Brian s'amourache de Kate, une jeune aveugle, qui a horreur des chiens. Et il demande de l'aide à Stewie pour qu'il puisse la conquérir. Les parents de Kate ne sont pas aveugles, mais Brian tente de les rencontrer. Brian se fait passer pour un blessé mais il finit par avouer la vérité et Stewie lui dit qu'il peut entreprendre de la séduire à nouveau en parlant avec une autre voix. |            |                                                                   |                                            |                 |                                            |                         |                                 |            |          |
| 177 | 12         | Crise de foi Priez pour nous                                      | Livin' on a Prayer                         | Pete Michels    | Danny Smith                                | 29 janvier 2012         | 28 octobre 2015 Inconnue        | 9ACX09     | 5,92     |
| Stewie se fait un nouvel ami ; Scotty Jennings, ce qui ravit leurs parents respectifs. Chez les Griffin, Scotty s'évanouit et Lois découvre qu'il est cancéreux. Elle propose de l'amener à la clinique mais les parents refusent parce qu'ils sont contre les soins médicaux. Lois et Peter enlèvent Scotty pour l'emmener de force à la clinique, mais les policiers leur barrent le chemin. Lois réussit à convaincre les parents de Scotty que Dieu permet aussi les soins et ils acceptent le traitement, mais Stewie s'est fait un nouvel ami lépreux. Peter, priant pour que quelque chose d'intense arrive, se retrouve à la place de la reine dans un défilé. |            |                                                                   |                                            |                 |                                            |                         |                                 |            |          |
| 178 | 13         | Tom Tucker : Itinéraire d'un acteur raté Un homme, un rêve        | Tom Tucker, A Man And His Dream            | Greg Colton     | Alex Carter                                | 12 février 2012         | 29 octobre 2015 Inconnue        | 9ACX10     | 5,03     |
| Peter, après avoir regardé le journal, apprend que Tom Tucker était autrefois un acteur hollywoodien. Tucker après avoir refusé accepte l'offre de Peter qui décide de devenir son agent. Peter renvoie Tucker et devient l'agent de James Woods qui a ressuscité et le vire. Finalement, Peter et Tom reprennent leurs anciens travaux tandis que Chris sort avec une fille qui lui rappelle étrangement quelqu'un. Quand Lois se rend compte que cette fille lui ressemble, elle en parle à son fils qui lui dit que pour réussir il doit avoir une copine ressemblant à sa mère. Chris finit par comprendre puis le sosie sort avec Quagmire qui la préfère déjà à Mort. |            |                                                                   |                                            |                 |                                            |                         |                                 |            |          |
| 179 | 14         | Mauvaise pêche Pêche miraculeuse                                  | Be Careful What You Fish For               | Julius Wu       | Steve Callaghan                            | 19 février 2012         | 30 octobre 2015 Inconnue        | 9ACX11     | 5,47     |
| Peter et ses amis sauvent un vieux bateau grâce à un dauphin. Peter promet de l'héberger en échange mais quand le dauphin se montre trop collant, il lui conseille d'aller emménager dans l'ancienne maison de Cleveland. Au lieu de se réconcilier avec son ex femme, le dauphin choisit d'installer toute sa famille dans la maison. Peter finit par réunir les deux dauphins tandis que Seamus repêche Joe. Brian, lui, essaye sans succès de draguer l'institutrice de garderie de Stewie, mais découvrant qu'elle est déjà en couple, il porte plainte contre la négligence du centre, à la grande joie de Stewie. |            |                                                                   |                                            |                 |                                            |                         |                                 |            |          |
| 180 | 15         | Des amis qui assurent Incendie au Bayit                           | Burning Down the Bayit                     | Jerry Langford  | Chris Sheridan                             | 4 mars 2012             | 2 novembre 2015 Inconnue        | 9ACX13     | 5,33     |
| Peter et Quagmire aident Mort à sauver sa pharmacie en réalisant plusieurs tâches afin d'augmenter sa popularité. Malheureusement lorsque les deux compères font un vol publicitaire au-dessus de la ville, la bannière se détache par accident et provoque l'accident d'un car scolaire, ce qui provoque le désarroi de Mort. D'un commun accord, ils décident d'incendier la pharmacie pour toucher l'assurance. Quagmire commence à se sentir rongé par la culpabilité tandis que Joe décide de s'impliquer directement dans l'affaire. Cependant, il les laisse partir quand il se souvient qu'après son accident, la compagnie ne l'a pas dédommagé en le payant pour qu'il puisse avoir une opération lui permettant de remarcher à nouveau. |            |                                                                   |                                            |                 |                                            |                         |                                 |            |          |
| 181 | 16         | Killer Queen Le robot de Queen                                    | Killer Queen                               | Joseph Lee      | Spencer Porter                             | 11 mars 2012            | 3 novembre 2015 Inconnue        | 9ACX12     | 5,74     |
| Peter et Chris participent au concours du plus gros mangeur de hot-dogs mais après avoir gagné, Chris est envoyé en camp d'amaigrissement avec Peter mais un tueur rôde. Longtemps soupçonné, le frère de Lois est relâché quand Peter se rend compte que le vrai tueur n'est autre que le perdant du concours. Brian effraie Stewie avec un poster de Queen et cela lui sera très utile pour venir à bout du tueur. |            |                                                                   |                                            |                 |                                            |                         |                                 |            |          |
| 182 | 17         | Ne m'oublie pas                                                   | Forget-Me-Not                              | Brian Iles      | David A. Goodman                           | 18 mars 2012            | 4 novembre 2015 Inconnue        | 9ACX14     | 5,61     |
| Peter et ses amis partent faire la fête mais juste avant, Stewie prévient Brian que lui et Peter auraient pu ne jamais être amis. Lorsqu'ils sont victimes d'un accident, ils se réveillent le lendemain, sans souvenirs et découvrent que la ville a été désertée. Quagmire, Brian et Joe pensent que Peter est un tueur mais seul Brian veut parlementer avec lui. Quand il se sacrifie pour sauver Peter, Brian se réveille d'une expérience causée par Stewie qui voulait savoir si effectivement, Peter et Brian auraient pu devenir amis dans un monde désert et réalise que l'expérience a marché. Stewie révèle ensuite qu'il a essayé une expérience similaire avec des femmes mais que cela n'a pas marché. |            |                                                                   |                                            |                 |                                            |                         |                                 |            |          |
| 183 | 18         | Le cirque de Pitou Tu peux pas faire ça à la télé, Peter          | You Can't Do That on Television, Peter     | Bob Bowen       | Julius Sharpe                              | 1er avril 2012          | 5 novembre 2015 Inconnue        | 9ACX15     | 5,05     |
| Peter, une nouvelle fois, est forcé de passer du temps en compagnie de Stewie dont il partage l'intérêt pour une émission pour enfant qui est bientôt annulée. Il en crée alors une nouvelle mais il est rejeté par Lois après l'avoir humiliée à la télévision en direct. Meg, elle, doit suivre un stage avec le docteur Hartman et réussit à sauver la vie de son père. |            |                                                                   |                                            |                 |                                            |                         |                                 |            |          |
| 184 | 19         | Premier amour Monsieur et Madame Stewie                           | Mr & Mrs Stewie                            | Joe Vaux        | Gary Janetti                               | 29 avril 2012           | 6 novembre 2015 Inconnue        | 9ACX17     | 5,63     |
| Stewie rencontre Pénélope, une jeune fille qui est un peu son alter-égo au féminin et s'amusent à provoquer le chaos sur la planète, jusqu'à ce que celle-ci l'oblige à tuer Brian pour qu'elle puisse continuer à le fréquenter. Brian avait un doute sur Pénélope qui est très démoniaque. Lois en a marre que Peter l'écrase sur le lit et achète des lits séparés. L'amitié de Quagmire et de Peter prend un nouveau tournant quand Peter révèle son besoin de câlins avant de s'endormir. Ils finissent par se réconcilier. |            |                                                                   |                                            |                 |                                            |                         |                                 |            |          |
| 185 | 20         | L'enlèvement                                                      | Leggo My Megg-o                            | John Holmquist  | Brian Scully                               | 6 mai 2012              | 6 novembre 2015 Inconnue        | 9ACX16     | 5,64     |
| Meg est enlevée alors qu'elle part en France. Brian et Stewie tentent tout pour la sauver. Ils découvrent qu'elle et une de ses amies ont été vendues comme esclaves à Paris. |            |                                                                   |                                            |                 |                                            |                         |                                 |            |          |
| 186 | 21         | Tea Party, mon kiki ! Tea Peter                                   | Tea Peter                                  | Pete Michels    | Patrick Meighan                            | 13 mai 2012             | 9 novembre 2015 Inconnue        | 9ACX18     | 4,94     |
| Peter rejoint un mouvement politique après que ses affaires illégales aient été fermées. Il crée son propre gouvernement mais les problèmes commencent quand Chris se drogue et que Quagmire épouse une girafe. |            |                                                                   |                                            |                 |                                            |                         |                                 |            |          |
| 187 | 22         | Courrier des téléspectateurs Courrier des spectateurs #2          | Family Guy Viewer Mail #2                  | Greg Colton     | Tom Devanney, Alec Sulkin, et Deepak Sethi | 20 mai 2012             | 10 novembre 2015 Inconnue       | 9ACX19     | 5,35     |
| Brian et Stewie ont sélectionné à nouveau des histoires de fans. Dans la première, nous assistons à une version Britannique des Griffin. Dans la seconde, nous voyons ce qui se passerait si Peter transformait tout ce qu'il touchait en Robin Williams. Dans la dernière, nous regardons la ville à travers les yeux de Stewie. |            |                                                                   |                                            |                 |                                            |                         |                                 |            |          |
| 188 | 23         | Revanche adultère Affaires internes                               | Internal Affairs                           | Julius Wu       | Wellesley Wild                             | 20 mai 2012             | 11 novembre 2015 Inconnue       | 9ACX20     | 5,35     |
| Après s'être longuement battu avec le poulet géant, son ennemi juré, Peter encourage Joe à sortir avec sa consœur policière pour rendre à son tour Bonnie cocue. Mais une violente dispute s'est vite éclatée lors de l'anniversaire de Kévin. Mais Bonnie avoua à Joe qu'elle n'a jamais couchée avec son amant lors de son voyage à Paris. Le couple décide donc de demander le divorce. Finalement, pour tenter de sauver le mariage de ses amis, Peter parvient à faire se remémorer Joe sur sa première rencontre avec Bonnie et les deux amoureux se remettent ensemble. |            |                                                                   |                                            |                 |                                            |                         |                                 |            |          |